# Egy szoknya, egy nadrág (film, 1943)
Az Egy szoknya, egy nadrág 1943-ban bemutatott fekete-fehér magyar filmvígjáték Hamza D. Ákos rendezésében Latabár Kálmán főszereplésével.

## Cselekmény
Sóvári Péter színész (Latabár Kálmán) beleszeret egy kezdő színésznőbe, Ibolyába, de az elutasítja és randevúra megy egy gróffal, aki Sóvári Pétert rossz ripacsnak nevezi. Sóvári Péter bosszút esküszik. A főrendezőtől megtudja, hogy a gróf tele van adósságokkal, és ezért Ibolyával csak egy rövid kalandot akar, mert nemsokára megérkezik Huares Dulcinea, egy idősebb, de dúsgazdag özvegy Madridból, akit a gróf el akar venni. Sóvári Péter női ruházatot öltve kiadja magát a Madridból érkező Dulcineának, és megkezdődik a játék.

## Szereplők
- Sóvári Péter – Latabár Kálmán
- Ubul – Mihályi Ernő
- Ibolya – Csikós Rózsi
- Kamilla öltöztetőnő – Turay Ida
- Zsiga öltözető – Mály Gerő
- Kálmán rendező – Csortos Gyula
- Dulcinea, dúsgazd. özv. – Dorita Boneva (wd)
- Piácsek, detektív – Wessely Pál
- Carmencita komorna – Somogyi Nusi